# Ixodes schulzei
Ixodes schulzei este o specie de căpușe din genul Ixodes, familia Ixodidae, descrisă de Aragão și Fonseca în anul 1951. Conform Catalogue of Life specia Ixodes schulzei nu are subspecii cunoscute.